# Houtzdale
Houtzdale es un borough ubicado en el condado de Clearfield en el estado estadounidense de Pensilvania. En el año 2000 tenía una población de 941 habitantes y una densidad poblacional de 1,038.1 personas por km².

## Geografía
Houtzdale se encuentra ubicado en las coordenadas 40°49′34″N 78°21′6″O / 40.82611, -78.35167.

## Demografía
Según la Oficina del Censo en 2000 los ingresos medios por hogar en la localidad eran de $29,219 y los ingresos medios por familia eran $33,309. Los hombres tenían unos ingresos medios de $27,039 frente a los $20,438 para las mujeres. La renta per cápita para la localidad era de $14,177. Alrededor del 12.3% de la población estaba por debajo del umbral de pobreza.